# Juan Gutiérrez Gili
Juan Gutiérrez Gili (1894-1939) fue un poeta, dramaturgo, traductor y periodista español.

## Biografía
Nacido en 1894 en la localidad guipuzcoana de Irún, colaboró a lo largo de su vida con publicaciones periódicas como Revista Popular, El Correo Catalán, La Vanguardia, Alfar, Ultra y Tableros, entre otras. Estuvo vinculado con las vanguardias y fue una persona cercana al artista Rafael Barradas, con quien mantuvo una estrecha amistad. Falleció en 1939, enfermo de tuberculosis.